# Amsterdamse gelede trams 15G

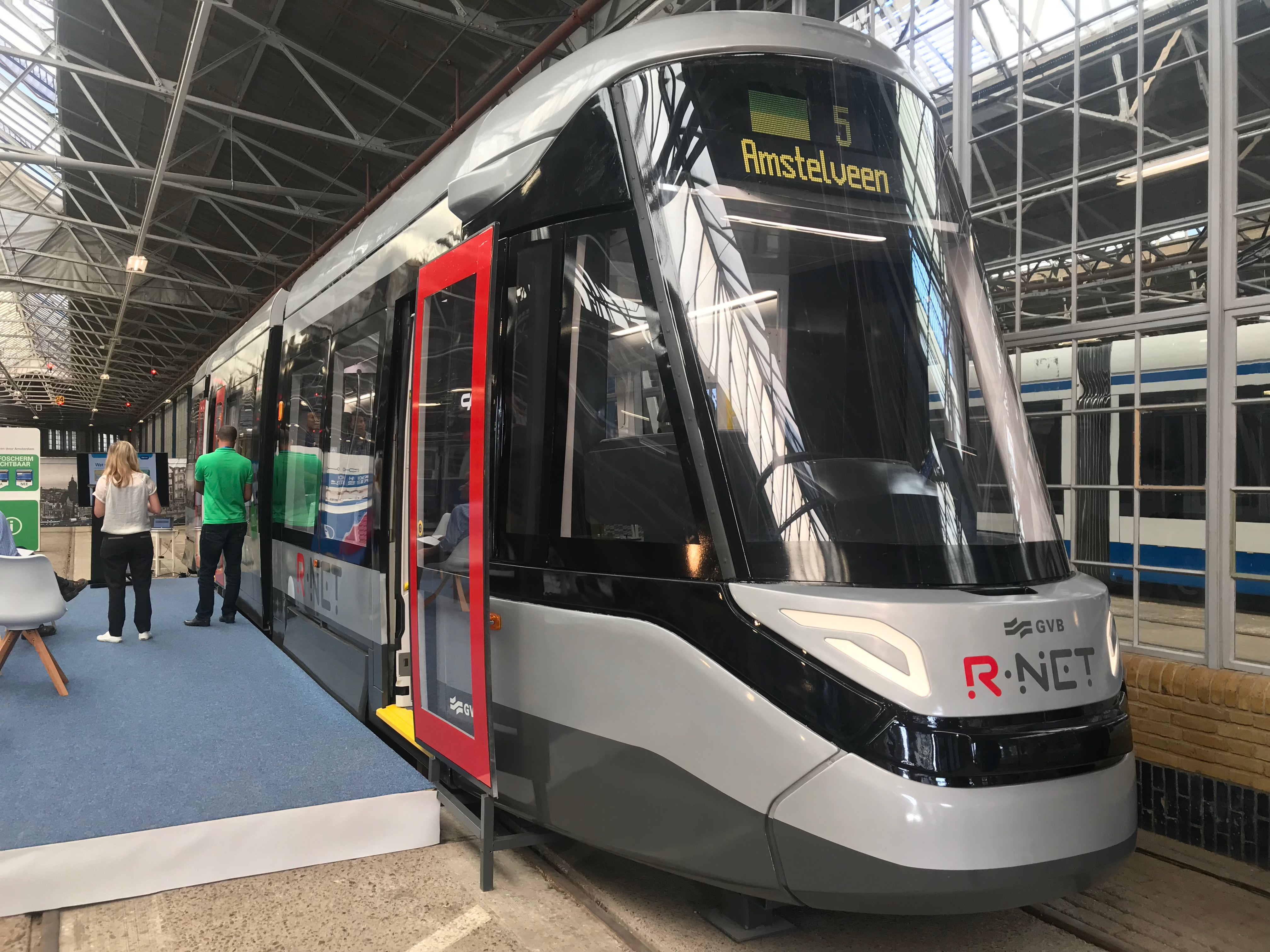
Mock-up van de 15G in de remise Lekstraat; augustus 2017.

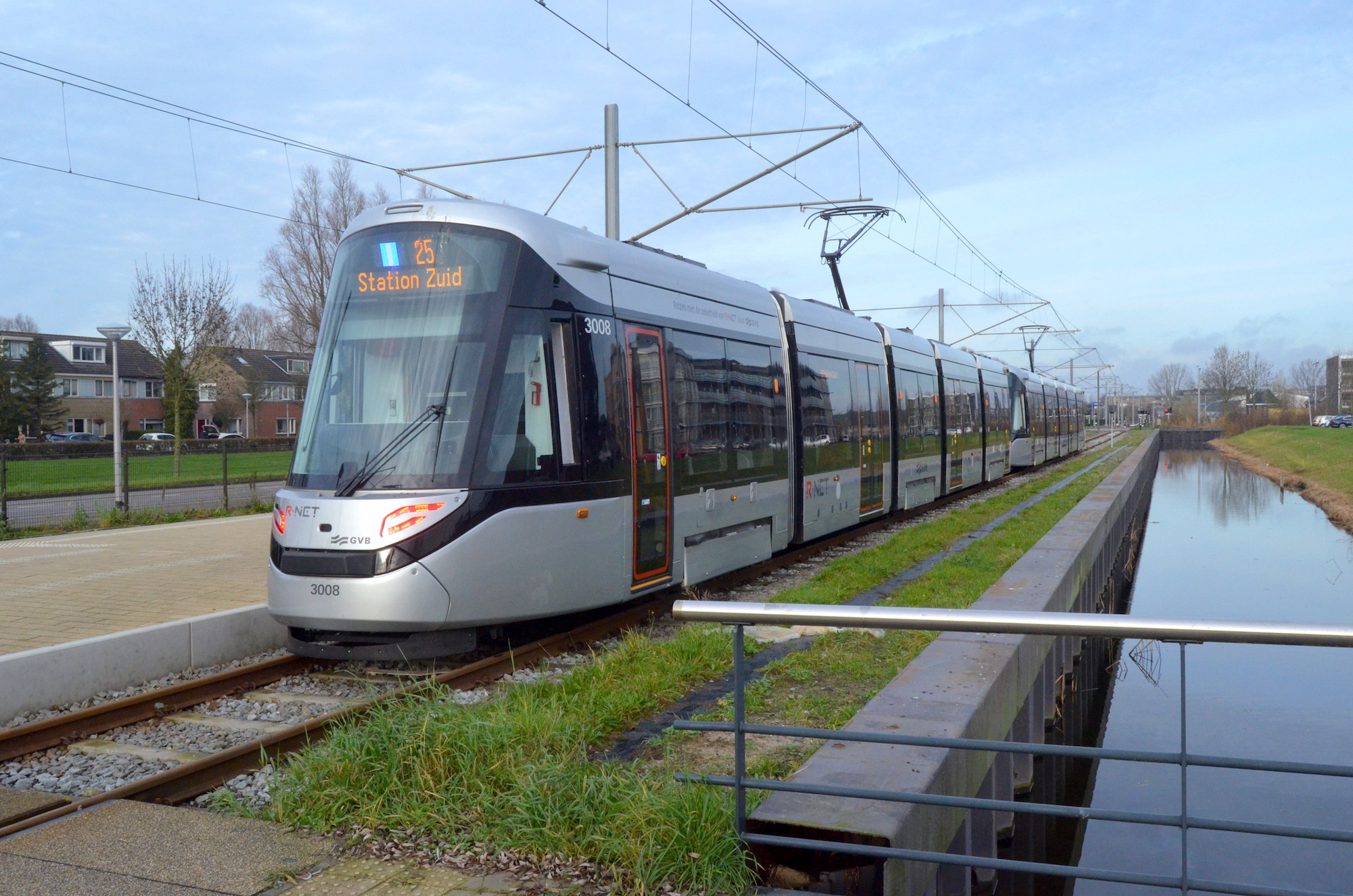
Tramlijn 25 met 15G tram op de eerste dag in bedrijf aan de halte Amstelveen Westwijk; 13 december 2020.

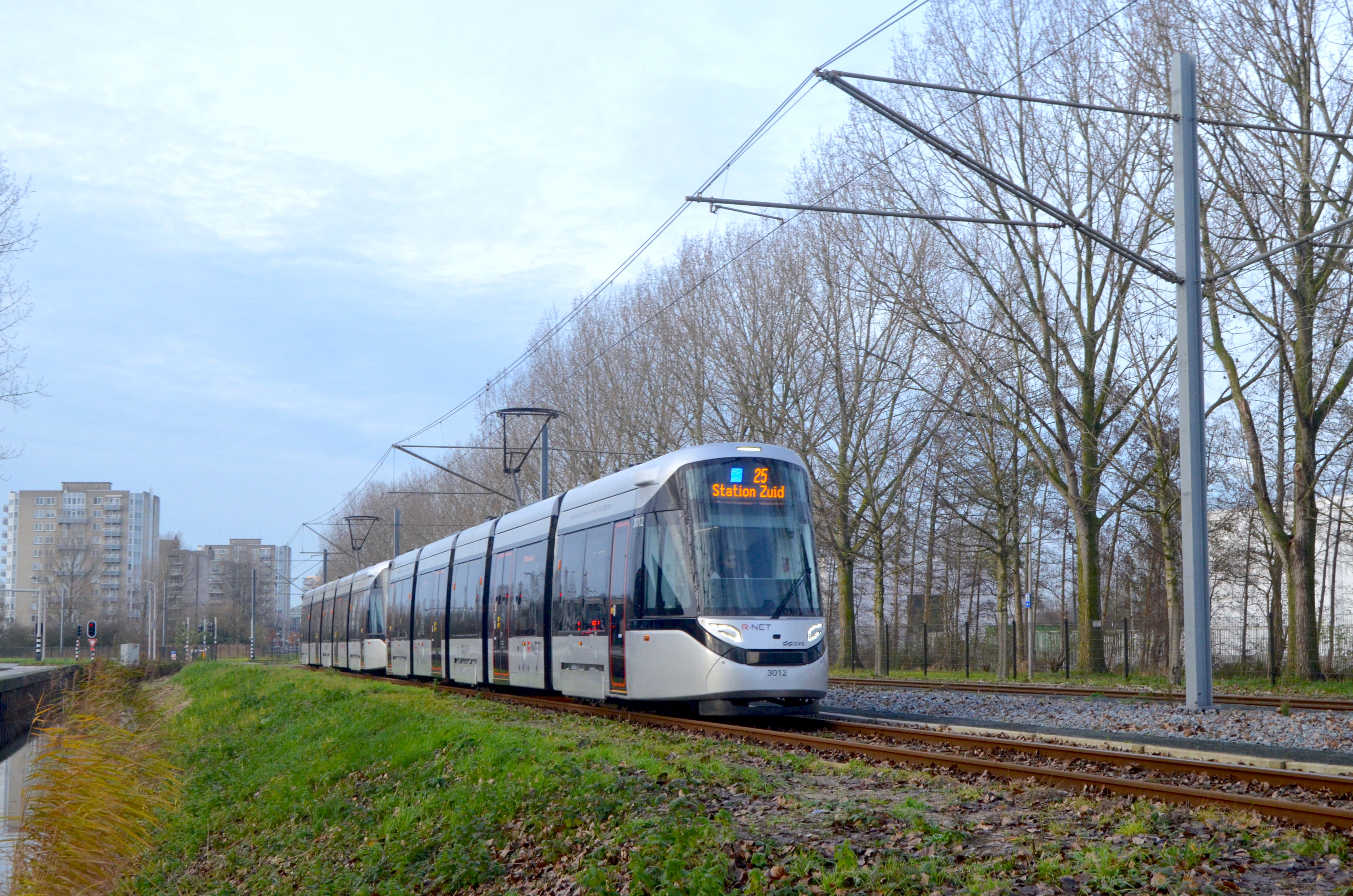
Tramlijn 25 met 15G tram op de eerste dag in bedrijf bij de voormalige halte Amstelveen Spinnerij; 13 december 2020.

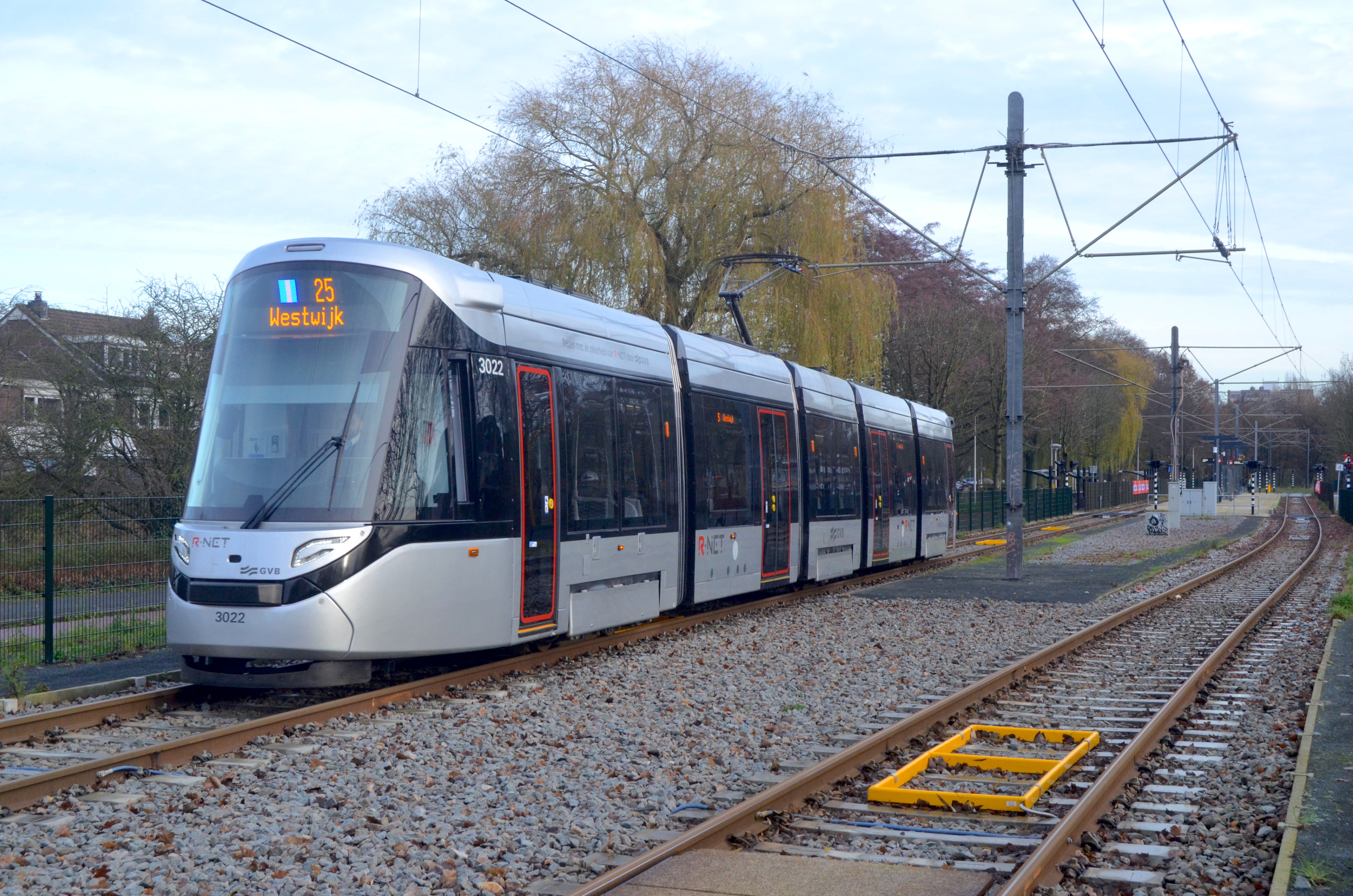
Tramlijn 25 met 15G tram op de eerste dag in bedrijf bij de halte Amstelveen Poortwachter; 13 december 2020.

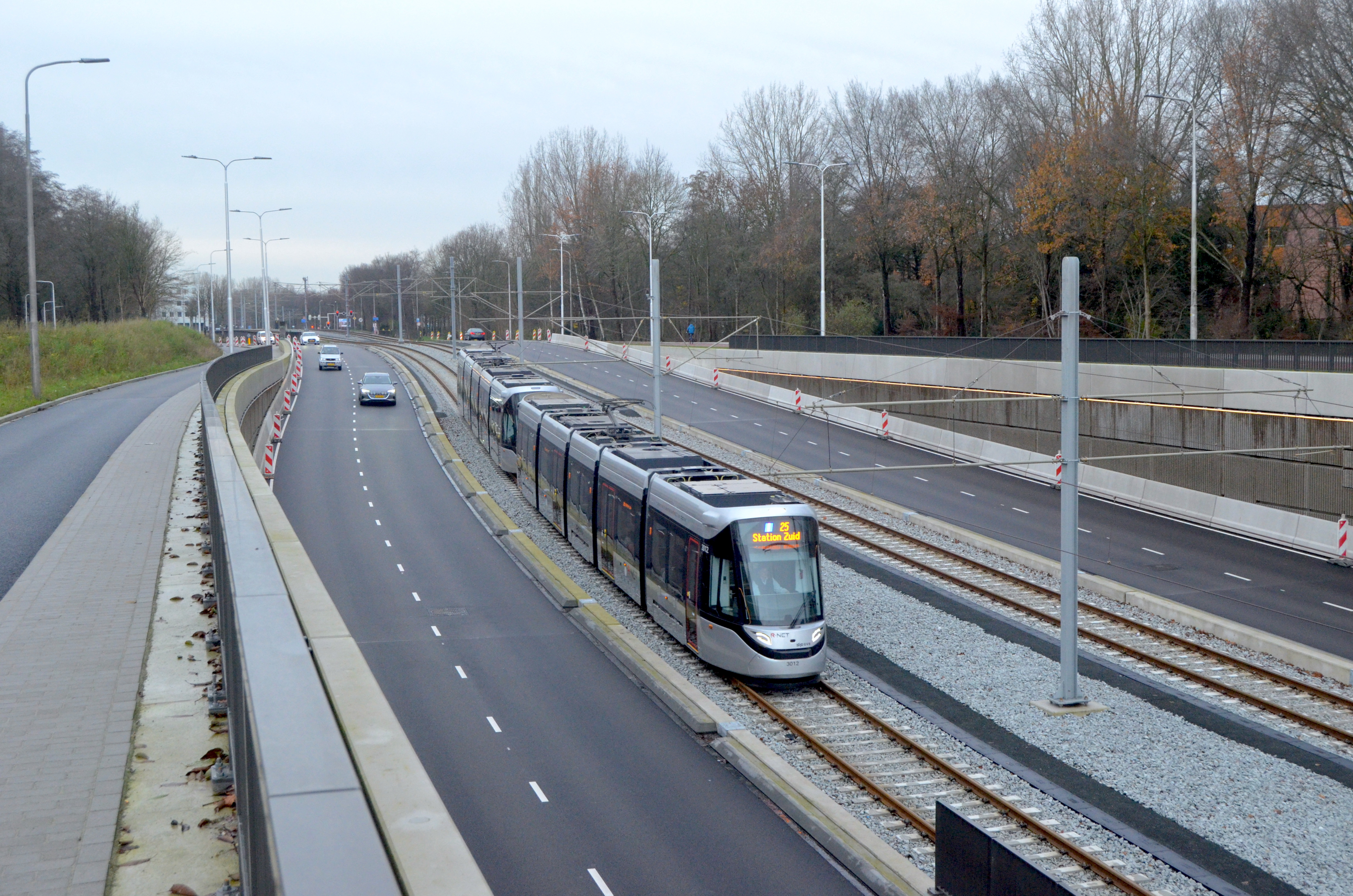
Tramlijn 25 met 15G tram op de eerste dag in bedrijf bij de halte Amstelveen Sportlaan; 13 december 2020.

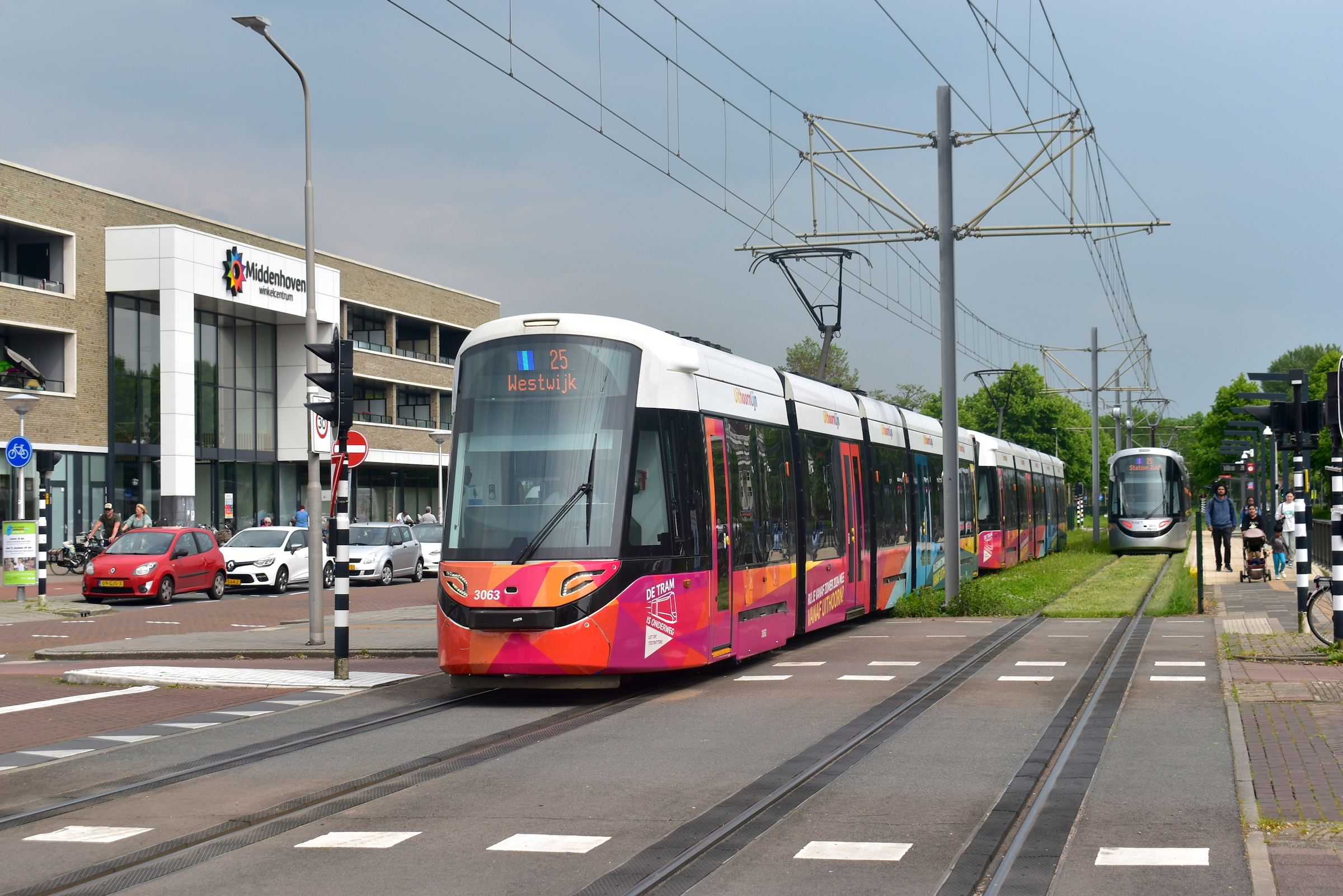
GVB 3063 + 3053 in uitvoering 'Uithoornlijn' te Amstelveen-Middenhoven; 15 mei 2024.

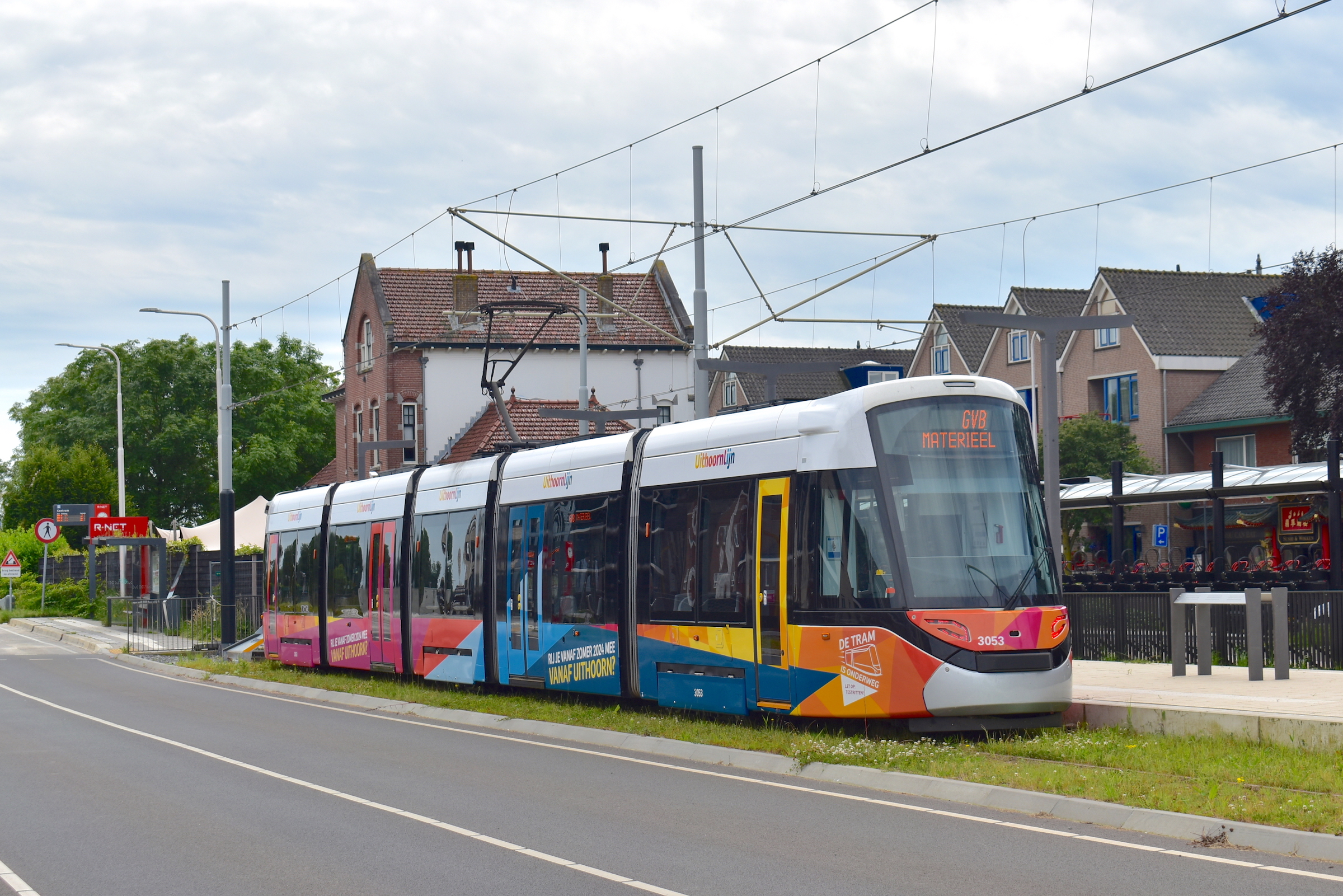
GVB 3063 in uitvoering 'Uithoornlijn' bij het eindpunt te Uithoorn. Op de achtergrond het oude Station Uithoorn; 20 juni 2024.

De tramserie 15G is een serie van 72 trammotorwagens van het type Urbos 100, van de Amsterdamse tram.

## Achtergrond
Op 12 september 2016 maakte het vervoerbedrijf GVB bekend dat, na een aanbestedingsprocedure die in 2015 startte, de Spaanse spoorwegfabrikant CAF geselecteerd was als leverancier van de nieuwe trams. Op 11 november 2016 tekende het GVB een contract met CAF over de levering van in eerste instantie 63 15G-trams. Aflevering begon vanaf de tweede helft van 2019. Het GVB nam een optie op 60 wagens extra. In mei 2020 werden van deze optie 9 trams besteld, zodat er uiteindelijk 72 trams werden geleverd.
Om alvast een indruk te kunnen krijgen van hoe de nieuwe trams er uit zouden zien, werd vanaf 18 juli 2017 in de remise Lekstraat een houten mock-up gepresenteerd in de kleurencombinatie van R-net: grijs en zwart met rode deuren.
CAF levert ook varianten van de Urbos aan de vervoerbedrijven van onder meer Belgrado, Boedapest, Freiburg im Breisgau, Nantes, Sydney en Zaragoza. Ook voor de in 2019 geopende Uithoflijn en de tramlijn Utrecht - Nieuwegein/IJsselstein is in 2016-2020 een variant van dit type geleverd. Amsterdam heeft ervaring met producten van CAF: dit bedrijf leverde in 1996-1997 de 37 treinstellen van het metro-/sneltrammaterieel M4/S3.

### Redenen van aanschaf
Diverse redenen maakten de aanschaf van nieuw trammaterieel voor het Amsterdamse trambedrijf op korte termijn noodzakelijk:
- de verbouwing van de Amstelveenlijn (metro/sneltramlijn 51) tot de Amsteltram (lijn 25) tussen station Zuid en Amstelveen Westwijk waarbij 25 uit 1990-1994 daterende sneltrams van de series S1 en S2 geheel aan het metronet werden toegewezen (ingebruikname op 13 december 2020);[9]
- de vervanging van de 45 uit 1989-1991 daterende trams van de series 11G en 12G in 2021;
- de verwachte reizigersgroei, met name op IJtram lijn 26, maar ook op andere tramlijnen;
- herziening van het tramnetwerk bij de opening van de Noord/Zuidlijn in de zomer van 2018;
- verdere wijzigingen van het tramnetwerk na realisatie van diverse projecten uit de Investeringsagenda OV (december 2013).[10]

Daarnaast was het wagenpark te krap sinds de buitendienststelling en afvoer van de laatste trams van de serie 9G en 10G in 2015 en 2016.
In 2016 besloot het GVB de series 11G en 12G voorlopig nog niet te vervangen, het deel van de serie voor het stadsvervoer zou daarmee puur ter uitbreiding zijn. Deze series zouden pas bij een vervolgserie van de 15G vervangen worden, maar eind 2020 is besloten deze trams toch in 2021 buiten dienst te stellen.

## Beschrijving
In november 2014 stelden de Stadsregio Amsterdam en GVB het Programma van Eisen op waaraan deze trams moeten voldoen.
Men ging uit van een tweerichtingsvoertuig, maximaal 30 meter lang en 2,40 meter breed, met een lage vloer op een hoogte van 300 mm, geschikt voor de in Amsterdam voorkomende perronhoogtes van tussen de 200 mm en 240 mm over minimaal 70% van de wagenlengte. De trams, die aan circa 180 mensen plaats bieden, moeten ook koppelbaar zijn, want op zowel de Amsteltram als de IJtram wordt gekoppeld rijden voorzien.
De uiteindelijk geselecteerde tram van het type Urbos 100 heeft een lage vloer over de volledige lengte van de tram en bestaat uit vijf modules, net als de Combino. Met een lengte van 30 meter is de Urbos zo'n 70 centimeter langer dan de Amsterdamse Combino's. Hoewel de precieze indeling toen nog niet bekend was ging men uit van 50 zit- en 125 staanplaatsen.
Voor de verbouwing van de Amstelveenlijn, vanaf 13 december 2020 de Amsteltram (lijn 25), lijn 5 en lijn 26 en tevens als vervanging van de series 11G en 12G is het aantal aan te schaffen trams vastgesteld op 63 stuks. Dit materieel vergt een investering van € 209.100.000.
Vanwege de keuze voor tweerichtingmaterieel zijn deze trams, net als destijds de serie 11G/12G en de drie nog aanwezige tweerichting-Combino's niet uitgerust met een vaste conducteurszitplaats. Op lijn 25 maakt de aanwezige conducteur op de tweede wagen gebruik van een niet gebruikte bestuurderscabine.

## Aflevering
De eerste, nog nummerloze, wagen werd op 26 april 2019 per speciale oplegger afgeleverd bij de Hoofdwerkplaats in Diemen. De 'kleuren' van de tram zijn zilvergrijs met zwarte deuren en raampartijen. De wagen werd eerst uitvoerig getest alvorens in gebruik te worden genomen. De eerste testrit in de stad van de 3001 vond plaats in de nacht van 29 mei 2019. Vanaf 19 september 2019 werden ook overdag proefritten gemaakt over het gehele tramnet. Vanaf 13 december 2020 kwamen de trams in dienst op de toen geopende tramlijn 25. Op deze lijn werd aanvankelijk zowel met losse wagens als met gekoppelde tramstellen in treinschakeling gereden.
Van de serie van 72 trams zijn er 28 (3001-3025 en 3070-3072) in R-net-uitvoering geleverd (grijs/zwart). De rest is in GVB-uitvoering (wit/blauw) geleverd.
De reeks van de eerste 25 grijs/zwarte trams was compleet op 4 maart 2021, toen de 3021 werd afgeleverd. Van de blauw/witte trams waren er in februari 2022 44 afgeleverd: 3026-3069. Daarna kwamen er tot april 2022 nog drie grijs/zwarte trams: 3070-3072, waarmee de serie compleet is.
Op 23 maart 2021 kwam de 3034 als eerste tram uit deze serie in dienst op lijn 5. Vanaf 7 juni 2021 verschenen deze trams ook op lijn 19, vanaf 7 maart 2022 op lijn 24 en vanaf 11 juli 2022 ook op lijn 2. Na enkele maanden verdwenen zij weer van lijn 2. Eerst reden zij met zwarte deuren en zonder blauwe streep langs de dakrand, maar vanaf juni 2021 kregen de trams blauwe deuren en een blauwe streep langs de dakrand, zoals bij de oudere trams.
Op 21 juli 2025 verschenen de trams ook tijdelijk als enkele wagen op lijn 26 welke lijn voor drie weken is ingekort en daarbij een kopeindpunt heeft en inzet van tweerichtingwagens noodzakelijk is.

## Toekomst
Behalve een concrete bestelling van 72 trams was er met het oog op toekomstige ontwikkelingen ook een optie genomen op 51 extra trams.
Van een tweetal projecten uit de Investeringsagenda OV is de materieelbehoefte door GVB uitgerekend:
- voor verlenging van lijn 26 naar IJburg Fase II (de eilanden Centrumeiland en Strandeiland) zullen 13 extra trams nodig zijn;
- een eventuele nieuwe tramlijn Station Sloterdijk – Station Zuid (grotendeels volgens de route van buslijn 15) zou nog eens 11 extra trams vergen;

De behoefte als gevolg van andere mogelijke projecten uit de Investeringsagenda OV is nog niet volledig onderzocht en berekend. Dit betreft:
- een nieuwe lijn van Centraal Station naar Slotermeer en Geuzenveld, via Haarlemmer Houttuinen en Haarlemmerweg (grotendeels volgens de route van buslijn 21);
- de verlenging van de Amsteltram naar Uithoorn (geopend in 2024);
- een tramlijn tussen Amstelstation en Science Park;
- de algemene extra behoefte aan trammaterieel bij verdere reizigersgroei.

Aanvankelijk werd binnen deze opties ook de mogelijkheid opengehouden voor aanschaf van een eenrichtingtram en/of een langere variant met een lengte van 45 meter.
Uiteindelijk is 2022 besloten geen vervolgserie van 15G meer te bestellen. De voorbereiding voor een volgende generatie (16G) volgens een nieuw ontwerp is gestart.

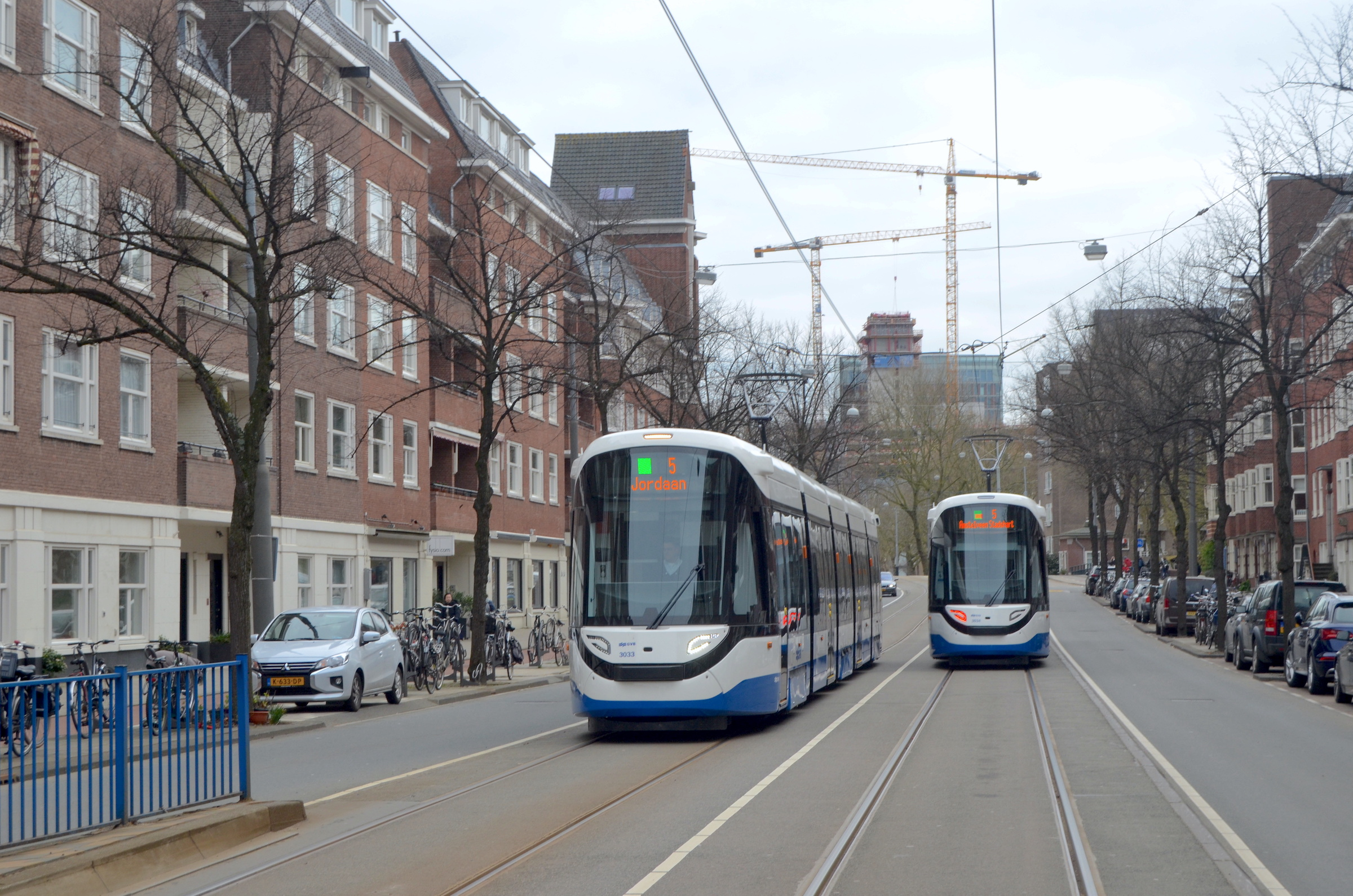
Ontmoeting van twee 15G-trams op lijn 5 in de Beethovenstraat; april 2021.
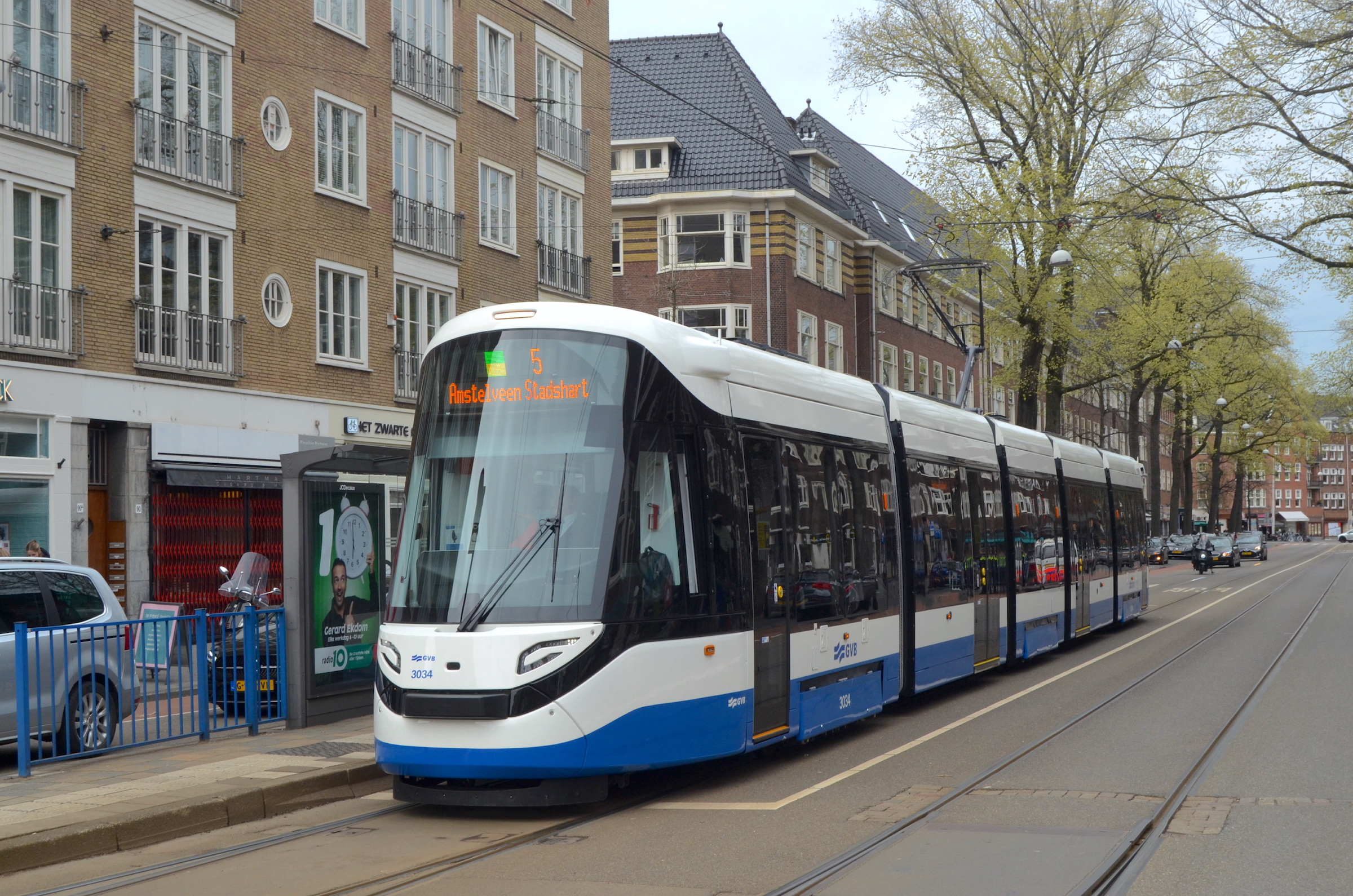
Tramlijn 5 met 15G-tram in de Beethovenstraat; april 2021.
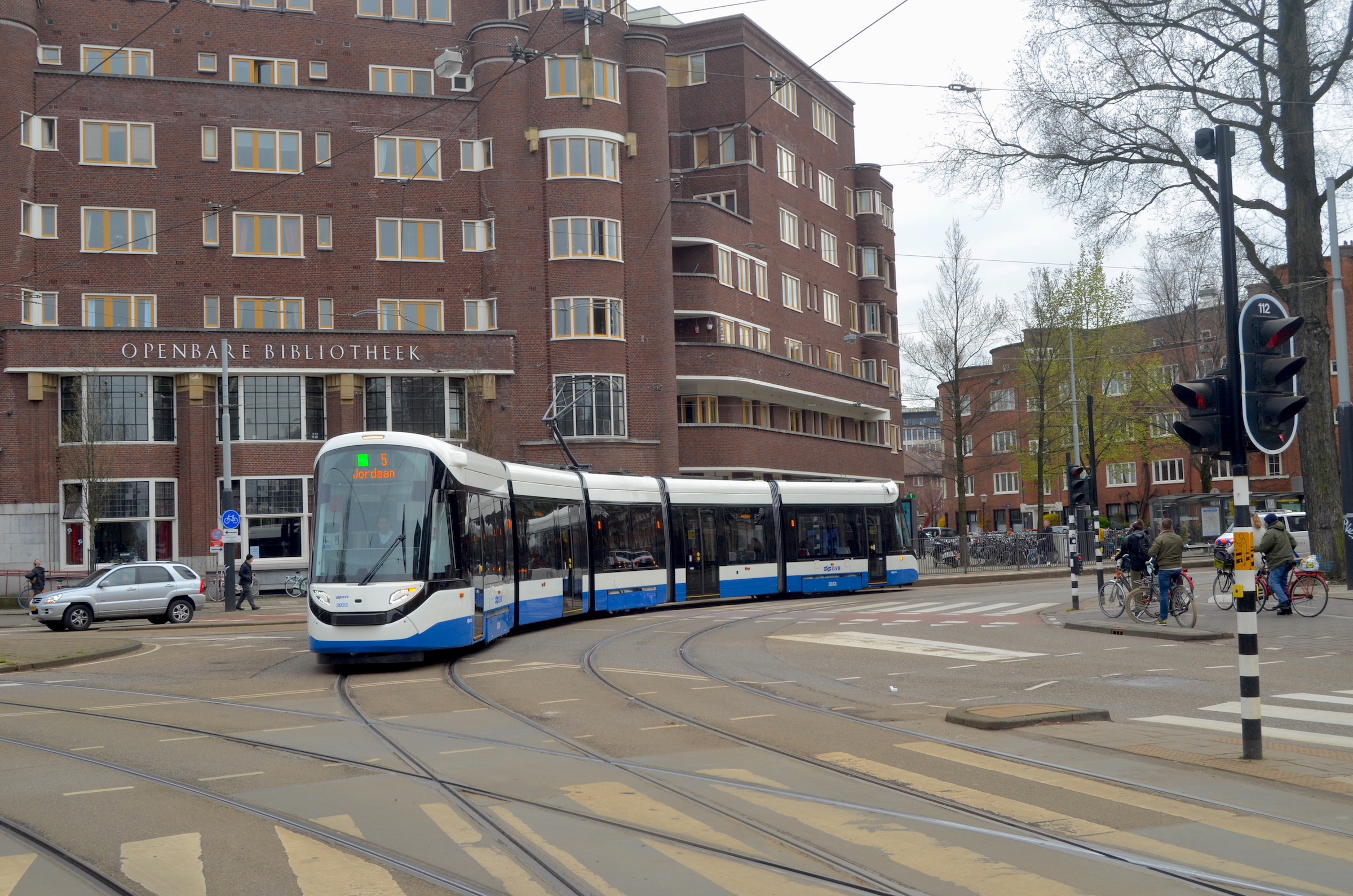
Tramlijn 5 met 15G-tram op het Roelof Hartplein; april 2021.
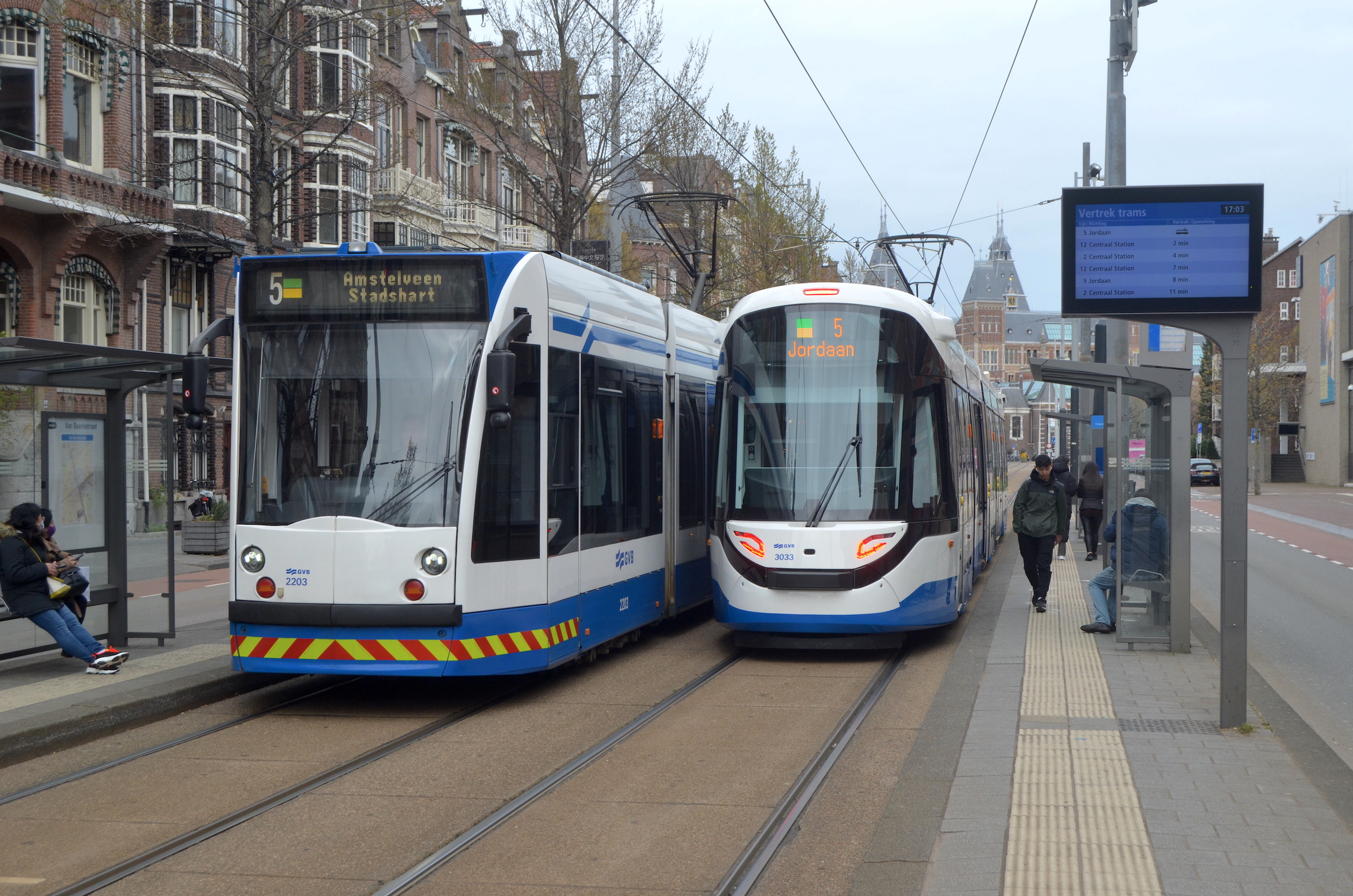
Tramlijn 5 met 15G-tram en een Combino in de Paulus Potterstraat; april 2021.
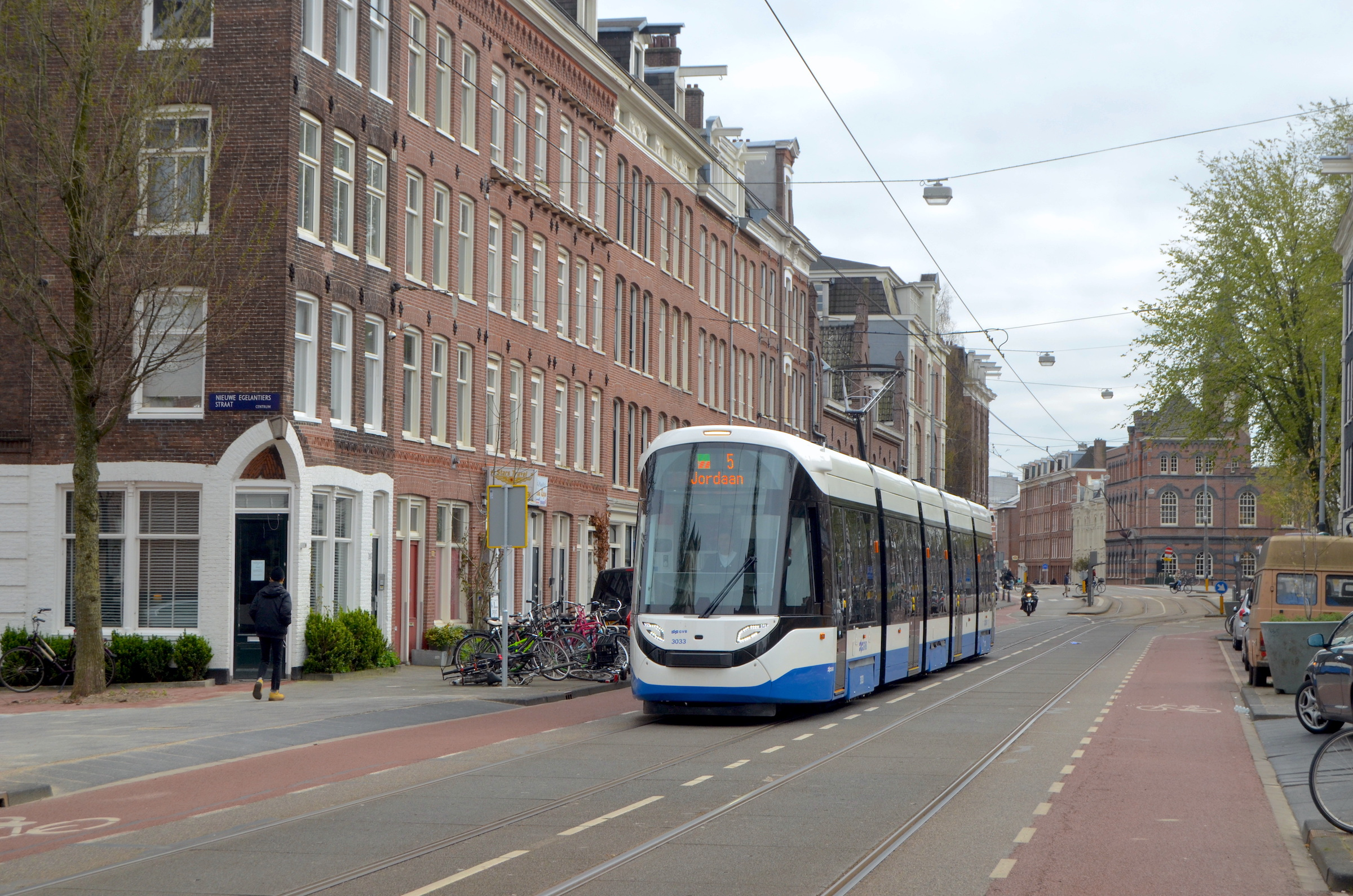
Tramlijn 5 met 15G-tram in de Marnixstraat; april 2021.
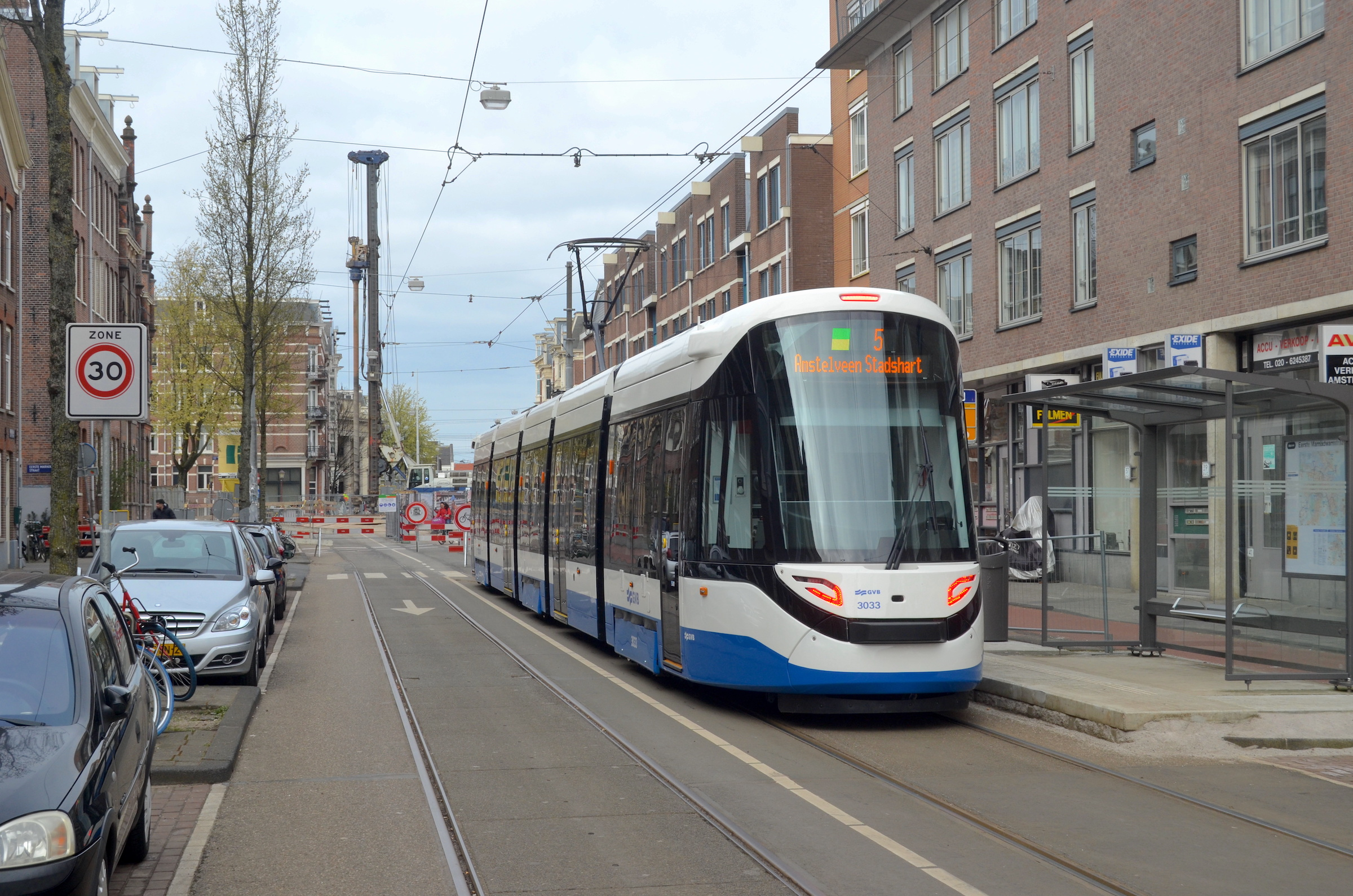
Tramlijn 5 met 15G-tram op het kopeindpunt Marnixstraat; april 2021.
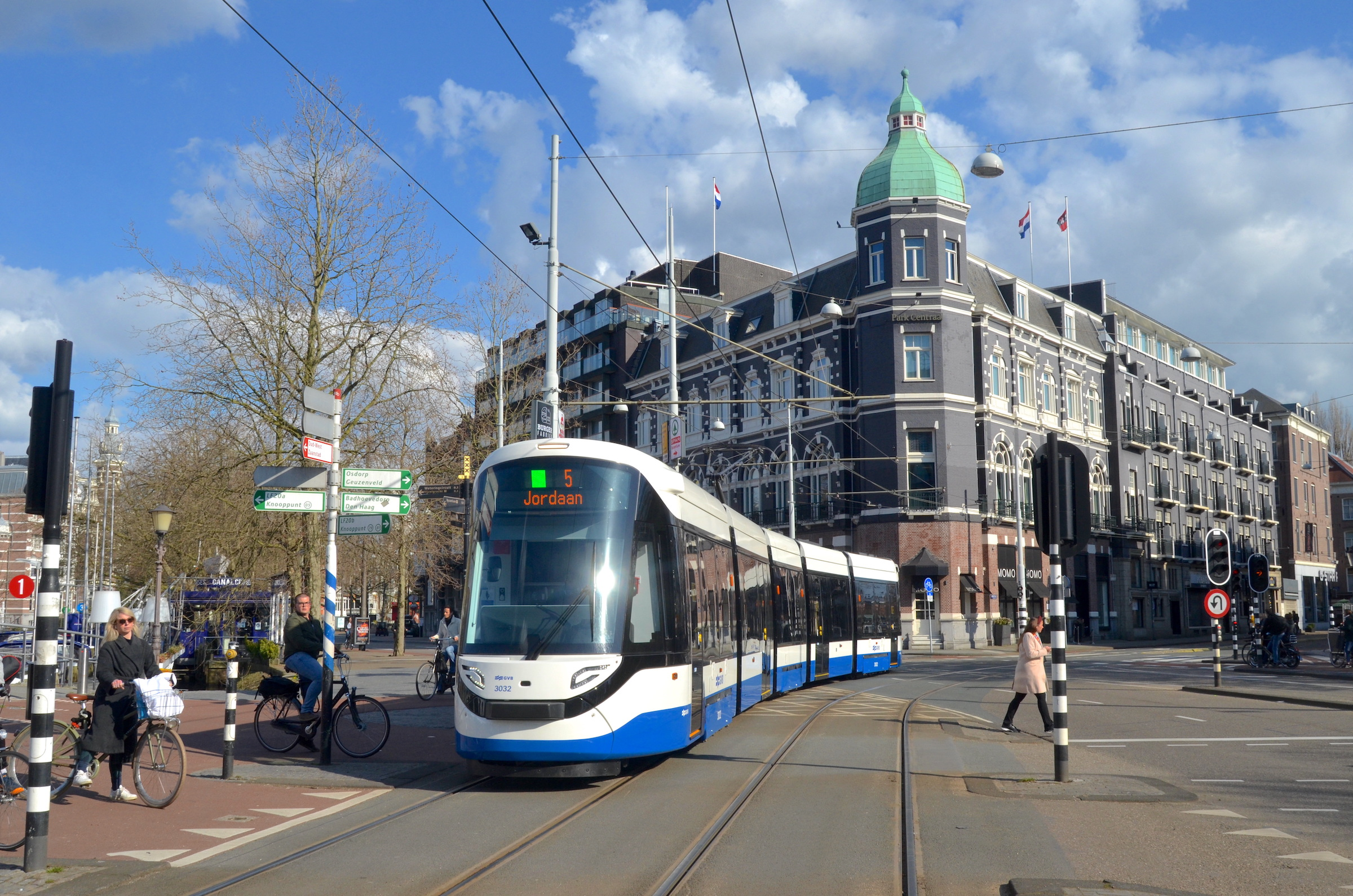
Tramlijn 5 met 15G-tram op de kruising Hobbemastraat / Stadhouderskade; april 2021.
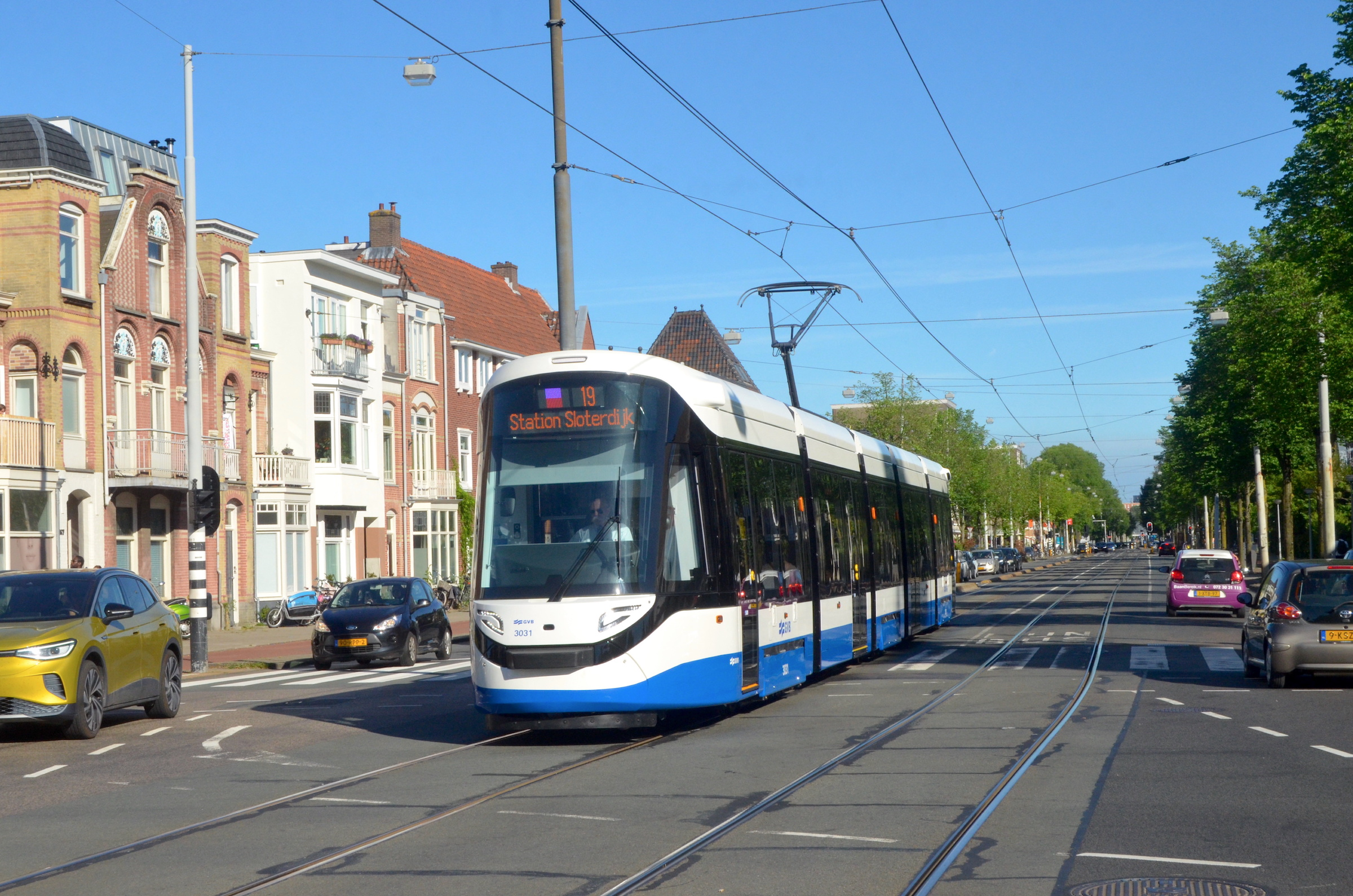
15G-tram op Tramlijn 19 op de Middenweg; juni 2021.
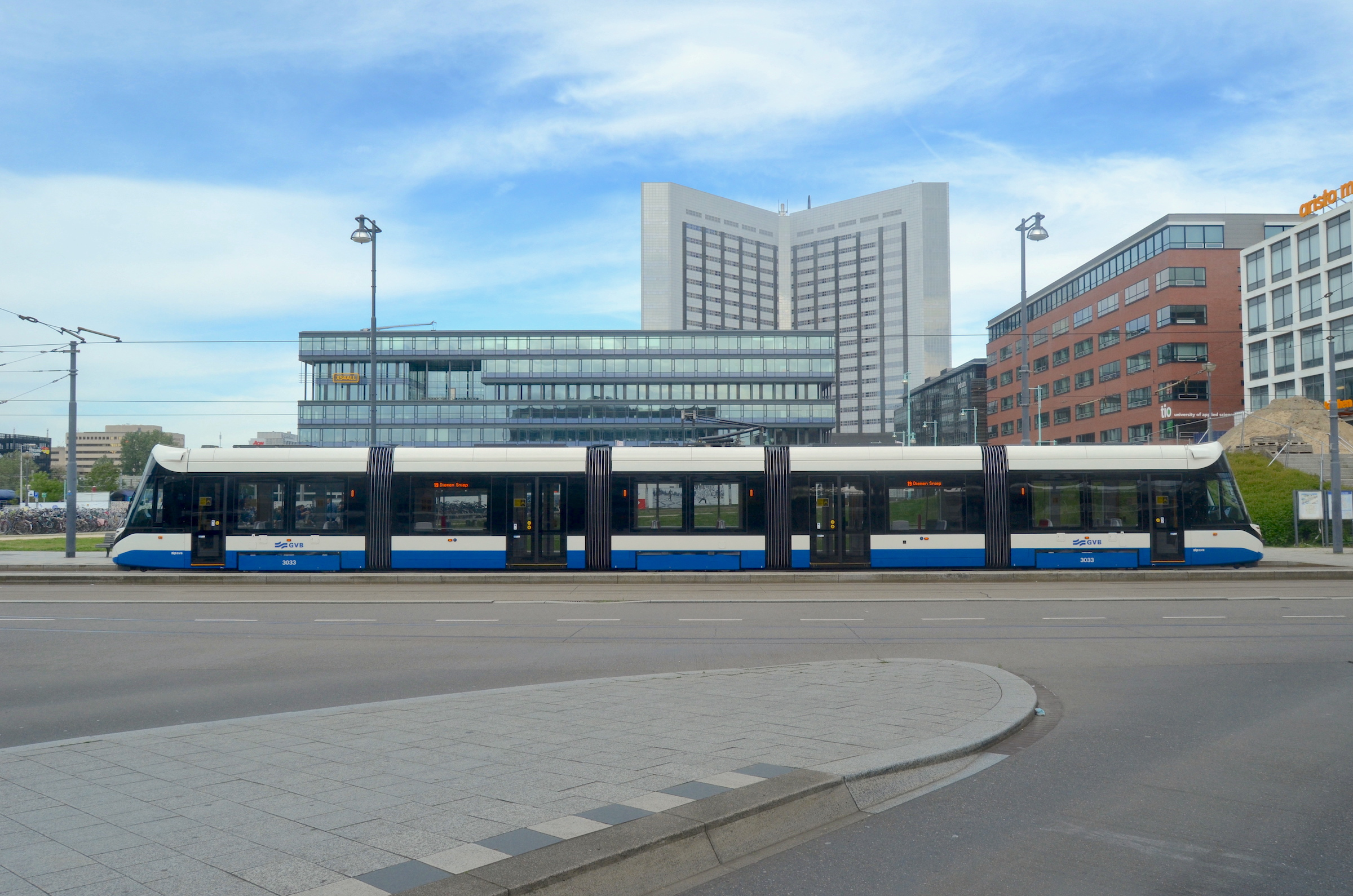
15G-tram op Tramlijn 19 op het Carrascoplein / Station Sloterdijk; april 2021.
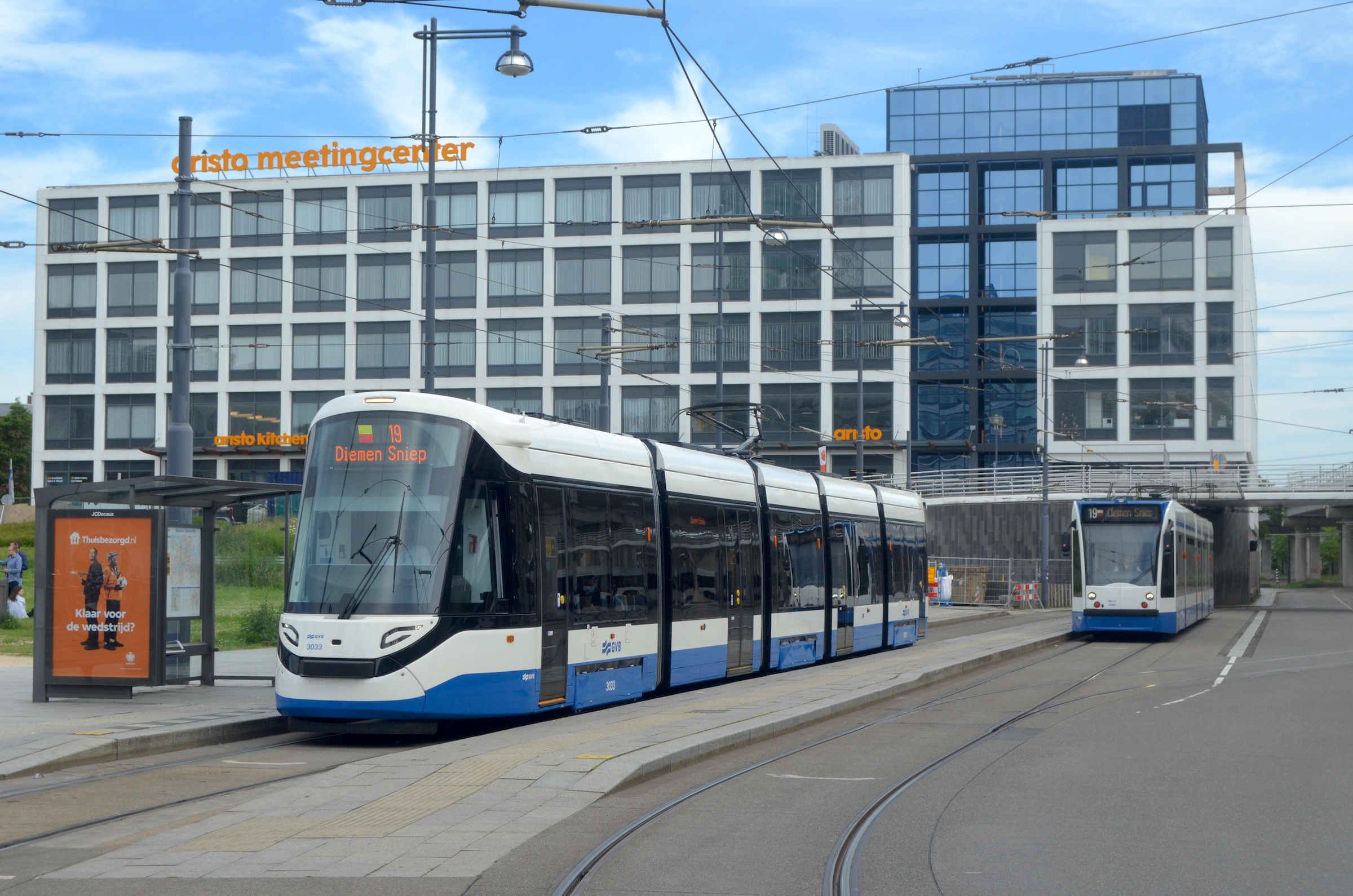
15G-tram en Combino op Tramlijn 19 op het Carrascoplein / Station Sloterdijk; april 2021. Foto: Erik Swierstra.
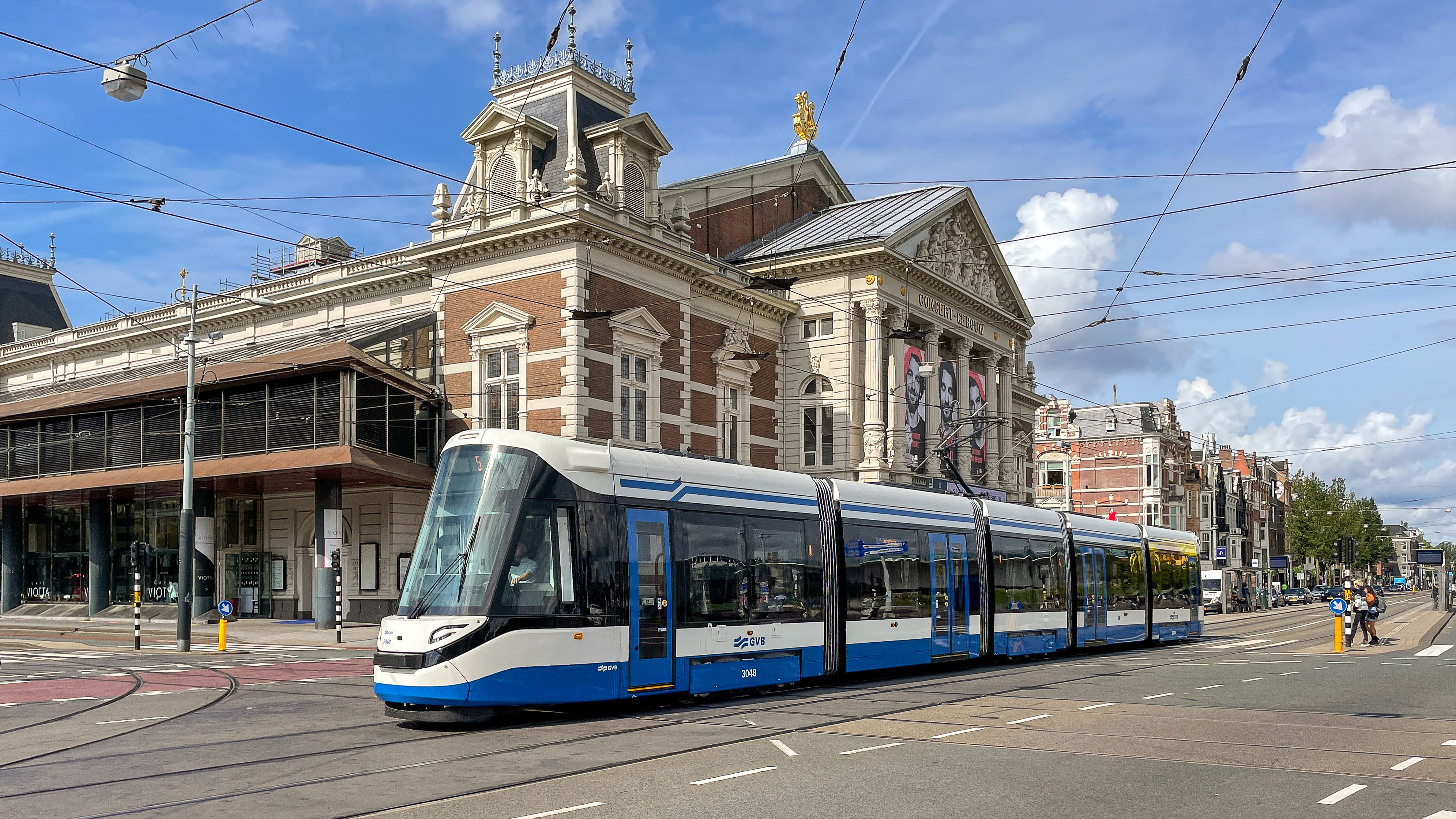
15G-tram, in de uitvoering met blauwe streep langs de dakrand en blauwe deuren, op Tramlijn 5 in de Van Baerlestraat bij het Concertgebouw; september 2021.